# ليونارد تي شرودر
ليونارد تي شرودر (بالإنجليزية: Leonard T. Schroeder)‏ هو عسكري أمريكي، ولد في 16 يوليو 1918 في لينثيكوم في الولايات المتحدة، وتوفي في 26 مايو 2009 في لارغو في الولايات المتحدة بسبب نفاخ رئوي.